# 鈴木盛司
鈴木盛司は、兵庫県の歴史研究家。

## 来歴
静岡県浜松市出身。
昭和50年に歴史研究家仲間４人と、兵庫県川辺郡猪名川町に住所を移し、「多田銀山」に伝わる「豊臣秀吉埋蔵金」の調査・探索をした。
伊賀の亀井家に伝わる古文書を解読し、埋蔵位置を推定した。研究に使われた古文書は次の通り。
・晩年の秀吉から財宝埋蔵の秘密指令を受けた勘定奉行が、経緯をまとめた「幡野三郎光照遺書」
・使われた間歩（坑道）の名前や仕掛けなどを記録した「清水心龍の巻」
・埋蔵個所の内部の様子や、軍資金として掘り返した場所を記した「和田二郎光盛秘書」
・埋蔵当時の多田銀山をくわしく描いた絵図数点、などである。
坑道内部で探索と発掘を行い、当時の道具や目印として刻まれた刻印、財宝を隠していたと推定される場所などを発見する。
それらの資料をもとに、近世における鉱山の採掘の様子や、埋蔵金の秘匿方法などを研究し、著書「豊臣秀吉の埋蔵金を掘る」にまとめた。
事故や資金繰りの困難から、仲間は次々と探索を離れていったが、一人とどまり研究を続けた。2012年、逝去。享年77。

## 人物
「黄金そのものよりも、歴史の事実を確かめたい。」とよく語っていたが、その言葉通り、トレジャーハンターというよりは歴史研究家であった。
温厚な人柄で地元の住民にも慕われ、町の文化財審議委員を務めた。また「多田銀山史跡保存顕彰会」運営にも携わった。
３７年間にわたり、同一の場所で埋蔵金探索に取り組んだ人物ということで、たびたびメディアにも取り上げられた。
埋蔵金を見つけることはかなわなかったが、秀吉の時代から江戸時代にかけての採鉱道具を多数発見し、それらは「多田銀銅山悠久の館」に展示されている。

## 著書
「豊臣秀吉の埋蔵金を掘る」　新人物往来社　1998年
内容は３部からなる。
「Ⅰ豊臣埋蔵金の謎」多田銀山の歴史、豊臣秀吉が財宝を埋蔵した経緯と関わった人物などが書かれている。
「Ⅱ調査編」埋蔵金の種類や隠匿方法などが書かれている。
「Ⅲ発掘編」埋蔵金発掘の仲間と知り合う様子、実際の発掘の様子がまとめられている。